# Przejście sugerowane
Przejście sugerowane – nieoznakowane, dostosowane technicznie miejsce umożliwiające przekraczanie jezdni, drogi dla rowerów lub torowiska przez pieszych, niebędące przejściem dla pieszych.
Przejście to nie jest oznakowane zebrą ani znakami pionowymi. Wyznacza się je poprzez obniżone krawężniki oraz oznaczenie fakturowe chodnika dla niedowidzących. Na przejściu sugerowanym pieszy nie ma pierwszeństwa przed pojazdami.